# Vivo X80系列
vivo X80系列是vivo在2022年4月25日發佈的手機系列，包括X80、X80 Pro天璣版、X80 Pro驍龍版。 
vivo X80標準版搭載聯發科天璣9000，Pro則會提供雙版本，分別搭載了高通驍龍8 Gen 1以及聯發科天璣9000處理器，除了處理器，雙版本的其他規格一模一樣，X80系列全系列都用上了蔡司T*鍍膜，獨家自主研發的影像晶片V1+，Pro具備IP68防塵防水機能，並且也塞進了一顆CS43131晶片以彰顯Vivo的Hi-Fi基因。
vivo X80會提供8+128、8+256、12+256和12+512四檔配置，售價在人民幣3,699至4,899元之間。X80 Pro的8 Gen 1版可選8+256、12+256或12+512，價格是5,499、5,999和6,699元。除處理器外其一致的天璣9000版Pro則只有12+256和12+512型號（還會少一個青色），對應售價為5,999和6,699元。新機即日起率先在中國大陸開放預售，vivo X80以及X80 Pro 8 Gen 1版將於4月29日正式開買，X80 Pro天璣9000版則將在5月5日正式販售。